# Lobelia stolonifera
Lobelia stolonifera là loài thực vật có hoa trong họ Hoa chuông. Loài này được Donn.Sm. mô tả khoa học đầu tiên năm 1899.